# Encya sambirana
Encya sambirana är en skalbaggsart som beskrevs av Lebis 1961. Encya sambirana ingår i släktet Encya och familjen Melolonthidae. Inga underarter finns listade i Catalogue of Life.